# Depresión de estela

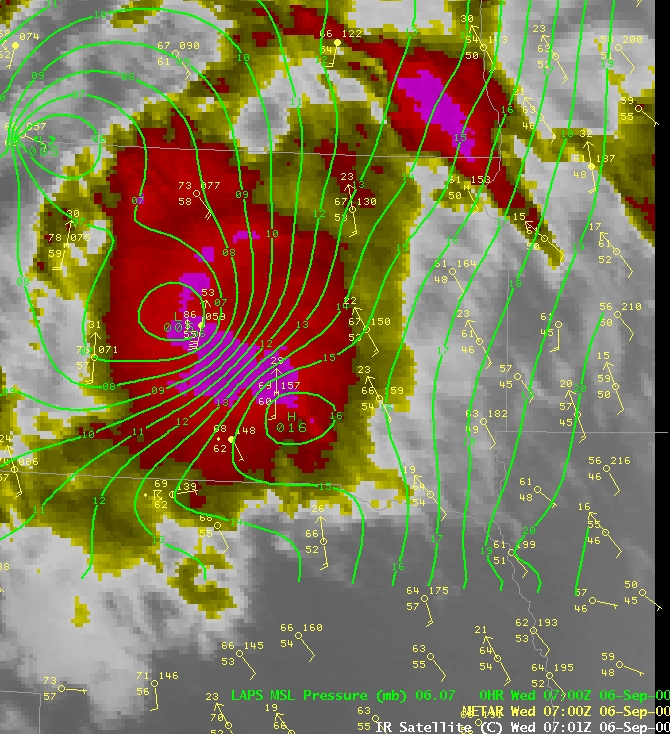
Imagen que muestra el patrón de presión alrededor de un complejo tormentoso organizado. Cerca de la fuerte estela se registraron fuertes vientos y un aumento de temperatura

Una estela baja, o depresión de estela, es un área de baja presión de mesoescala que sigue la alta mesoescala siguiendo una línea de turbonada. Debido a la disminución del aire cálido asociado con la formación del sistema, los cielos despejados están asociados con la estela baja. Una vez difíciles de detectar en las observaciones meteorológicas de superficie debido a su amplio espaciado, la formación de redes de estaciones meteorológicas de mesoescala, o mesonetos, ha aumentado su detección. Clima severo, en forma de fuertes vientos, puede ser generado por la estela baja cuando la diferencia de presión entre el mesoalto que lo precede y la estela baja es lo suficientemente intensa. Cuando la línea de turbonada está en proceso de desintegración, se pueden generar ráfagas de calor cerca de la estela baja. Una vez que concluye la nueva actividad de tormenta a lo largo de la línea de turbonada, la estela baja asociada con ella se debilita en conjunto.